# Albert-László Barabási
Albert-Laszlo Barabasi (węg. Barabási Albert-László, ur. 30 marca 1967) – fizyk związany z Uniwersytetem Notre Dame (Indiana, USA). Pracuje naukowo w dziedzinie „scale-free networks” (sieci bezskalowych). Urodził się w Rumunii w Siedmiogrodzie. Wywodzi się z mniejszości Seklerów, żyjącej w Rumunii. Studiował nauki inżynieryjne w Rumunii, następnie na Węgrzech, obecnie przebywa na stałe w USA.
Nazwisko Barabasiego wiązane jest dziś przede wszystkim z teorią „sieci small-world”.

## Książki
- How Everything is Connected to Everything Else and What it Means for Science, Business and Everyday Life. ISBN 0-452-28439-2.
- Fractal Concepts in Surface Growth, with H. Eugene Stanley (1995)
- From Thin Films to Quantum Dots – Morphological evolution of strained surfaces, with D.E. Jesson (forthcoming, 2005).